# Montdurausse
Montdurausse est une commune française située dans le département du Tarn, en région Occitanie. Sur le plan historique et culturel, la commune est dans le Pays Montalbanais, correspondant à la partie méridionale du Quercy.
Exposée à un climat océanique altéré, elle est drainée par le Tescounet, le Montouyre, le ruisseau de Nadalou et par divers autres petits cours d'eau.
Montdurausse est une commune rurale qui compte 394 habitants en 2022, après avoir connu un pic de population de 900 habitants en 1831.  Ses habitants sont appelés les Montduraussois ou  Montduraussoises.

## Géographie

### Localisation
Montdurausse se situe dans le nord-ouest du département du Tarn, à 19 km à l'est de Montauban et à 29 km à l'ouest de Gaillac. Elle est limitrophe du département de Tarn-et-Garonne.

### Communes limitrophes
Les communes limitrophes sont  La Salvetat-Belmontet, La Sauzière-Saint-Jean, Monclar-de-Quercy, Saint-Urcisse et Verlhac-Tescou.
|                                         | Monclar-de-Quercy (Tarn-et-Garonne) |                        |
| La Salvetat-Belmontet (Tarn-et-Garonne) | Montdurausse                        | La Sauzière-Saint-Jean |
| Verlhac-Tescou (Tarn-et-Garonne)        | Saint-Urcisse                       |                        |

### Hydrographie

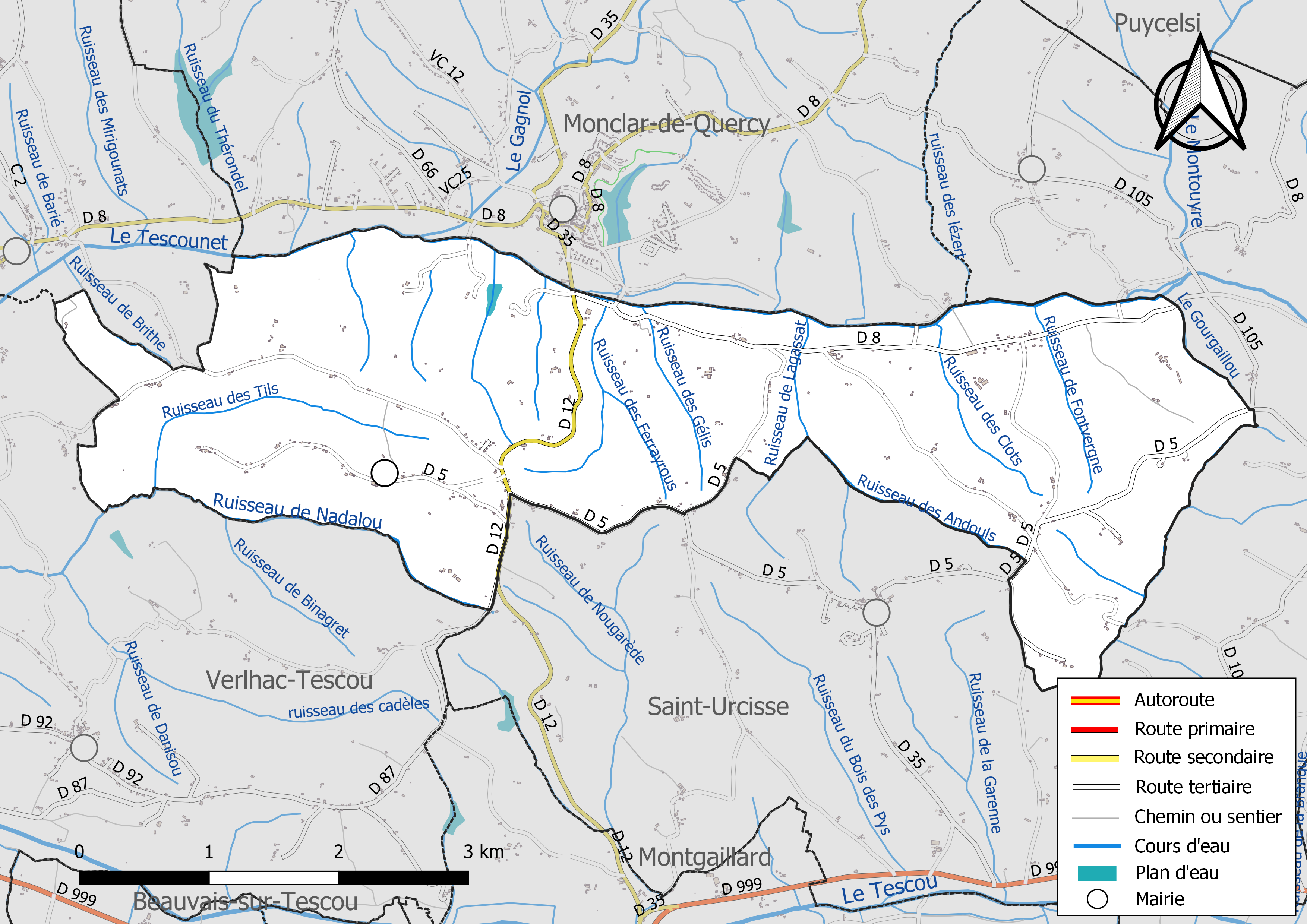
Réseaux hydrographique et routier de Montdurausse.

La commune est dans le bassin de la Garonne, au sein du bassin hydrographique Adour-Garonne. Elle est drainée par le Tescounet, le Montouyre, le ruisseau de Nadalou, le Gourgaillou, Les Peyrillottes, le ruisseau de Binagret, le ruisseau de Brithe, le ruisseau de Fontvergne, le ruisseau de Lagassat, le ruisseau des Andouls, le ruisseau des Clots, le ruisseau des Ferrayrous, le ruisseau des Gélis, le ruisseau des lézert, et par divers petits cours d'eau, qui constituent un réseau hydrographique de 27 km de longueur totale,.
Le Tescounet, d'une longueur totale de 21,7 km, prend sa source dans la commune de Salvagnac et s'écoule d'est en ouest. Il traverse la commune et se jette dans le Tescou à Saint-Nauphary, après avoir traversé 8 communes.

### Climat
Pour des articles plus généraux, voir Climat de l'Occitanie et Climat du Tarn.
En 2010, le climat de la commune est de type climat du Bassin du Sud-Ouest, selon une étude du Centre national de la recherche scientifique s'appuyant sur une série de données couvrant la période 1971-2000. En 2020, Météo-France publie une typologie des climats de la France métropolitaine dans laquelle la commune est exposée à un climat océanique altéré et est dans la région climatique Aquitaine, Gascogne, caractérisée par une pluviométrie abondante au printemps, modérée en automne, un faible ensoleillement au printemps, un été chaud (19,5 °C), des vents faibles, des brouillards fréquents en automne et en hiver et des orages fréquents en été (15 à 20 jours).
Pour la période 1971-2000, la température annuelle moyenne est de 12,7 °C, avec une amplitude thermique annuelle de 15,9 °C. Le cumul annuel moyen de précipitations est de 775 mm, avec 10 jours de précipitations en janvier et 5,8 jours en juillet. Pour la période 1991-2020, la température moyenne annuelle observée sur la station météorologique de Météo-France la plus proche, « Puycelsi », sur la commune de Puycelsi à 12 km à vol d'oiseau, est de 13,2 °C et le cumul annuel moyen de précipitations est de 740,4 mm. 
La température maximale relevée sur cette station est de 41,9 °C, atteinte le 24 août 2023 ; la température minimale est de −11,7 °C, atteinte le 8 février 2012,,.
Les paramètres climatiques de la commune ont été estimés pour le milieu du siècle (2041-2070) selon différents scénarios d'émission de gaz à effet de serre à partir des nouvelles projections climatiques de référence DRIAS-2020. Ils sont consultables sur un site dédié publié par Météo-France en novembre 2022.

### Milieux naturels et biodiversité
Aucun espace naturel présentant un intérêt patrimonial n'est recensé sur la commune dans l'inventaire national du patrimoine naturel,,.

## Urbanisme

### Typologie
Au 1er janvier 2024, Montdurausse est catégorisée commune rurale à habitat très dispersé, selon la nouvelle grille communale de densité à sept niveaux définie par l'Insee en 2022.
Elle est située hors unité urbaine et hors attraction des villes,.

### Occupation des sols
L'occupation des sols de la commune, telle qu'elle ressort de la base de données européenne d’occupation biophysique des sols Corine Land Cover (CLC), est marquée par l'importance des territoires agricoles (86,7 % en 2018), une proportion sensiblement équivalente à celle de 1990 (87,1 %). La répartition détaillée en 2018 est la suivante : 
terres arables (57,8 %), prairies (18,6 %), forêts (13,3 %), zones agricoles hétérogènes (10,3 %). L'évolution de l’occupation des sols de la commune et de ses infrastructures peut être observée sur les différentes représentations cartographiques du territoire : la carte de Cassini (XVIIIe siècle), la carte d'état-major (1820-1866) et les cartes ou photos aériennes de l'IGN pour la période actuelle (1950 à aujourd'hui).

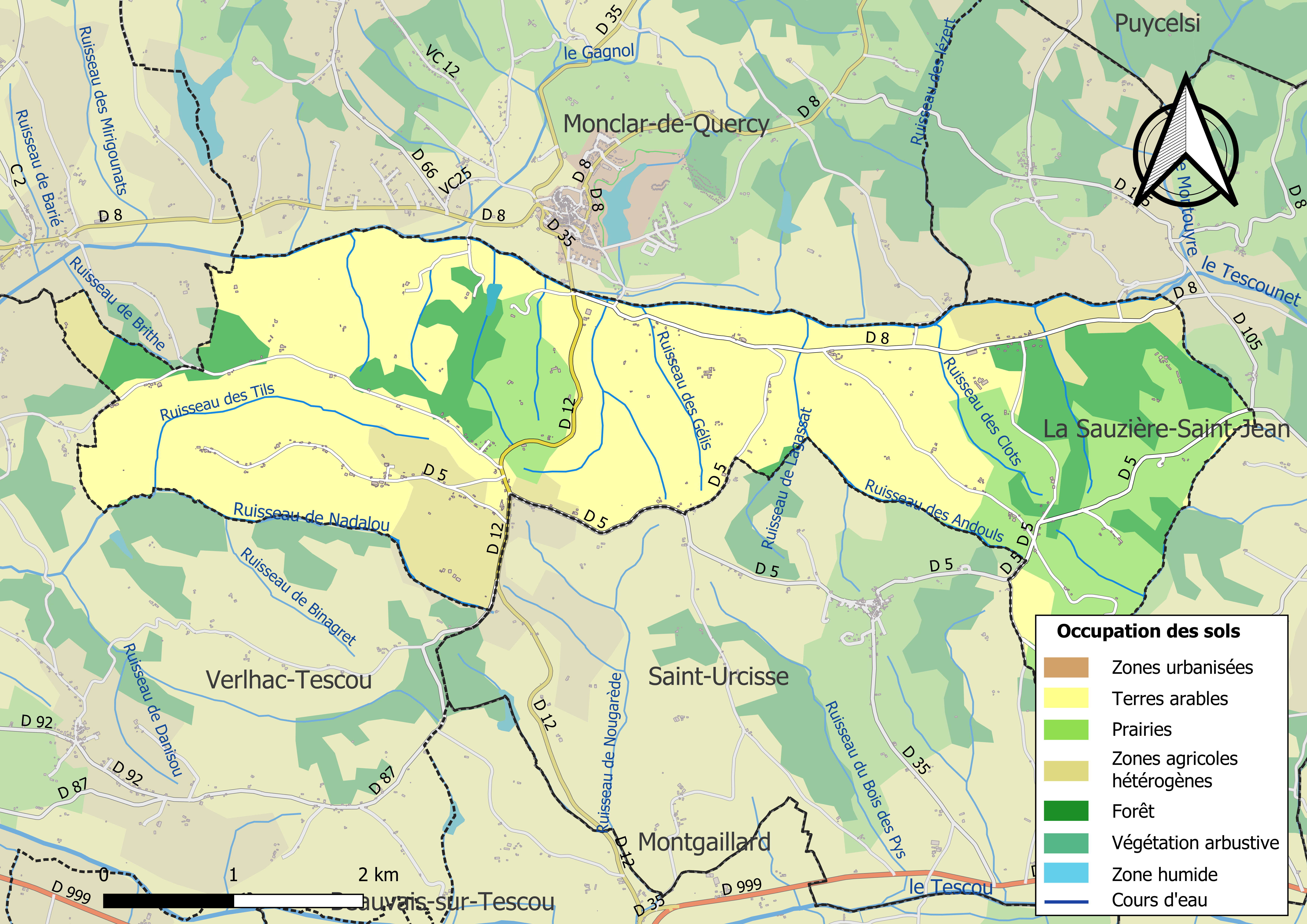
Carte des infrastructures et de l'occupation des sols de la commune en 2018 (CLC).

### Risques majeurs
Le territoire de la commune de Montdurausse est vulnérable à différents aléas naturels : météorologiques (tempête, orage, neige, grand froid, canicule ou sécheresse), inondations, mouvements de terrains et séisme (sismicité très faible). Il est également exposé à un risque technologique,  le transport de matières dangereuses. Un site publié par le BRGM permet d'évaluer simplement et rapidement les risques d'un bien localisé soit par son adresse soit par le numéro de sa parcelle.

#### Risques naturels
Certaines parties du territoire communal sont susceptibles d’être affectées par le risque d’inondation par débordement de cours d'eau, notamment le Tescounet. La cartographie des zones inondables en ex-Midi-Pyrénées réalisée dans le cadre du XIe Contrat de plan État-région, visant à informer les citoyens et les décideurs sur le risque d’inondation, est accessible sur le site de la DREAL Occitanie. La commune a été reconnue en état de catastrophe naturelle au titre des dommages causés par les inondations et coulées de boue survenues en 1982, 1993 et 2008,.
Montdurausse est exposée au risque de feu de forêt. En 2022, il n'existe pas de Plan de Prévention des Risques incendie de forêt (PPRif). Le débroussaillement aux abords des maisons constitue l’une des meilleures protections pour les particuliers contre le feu,.

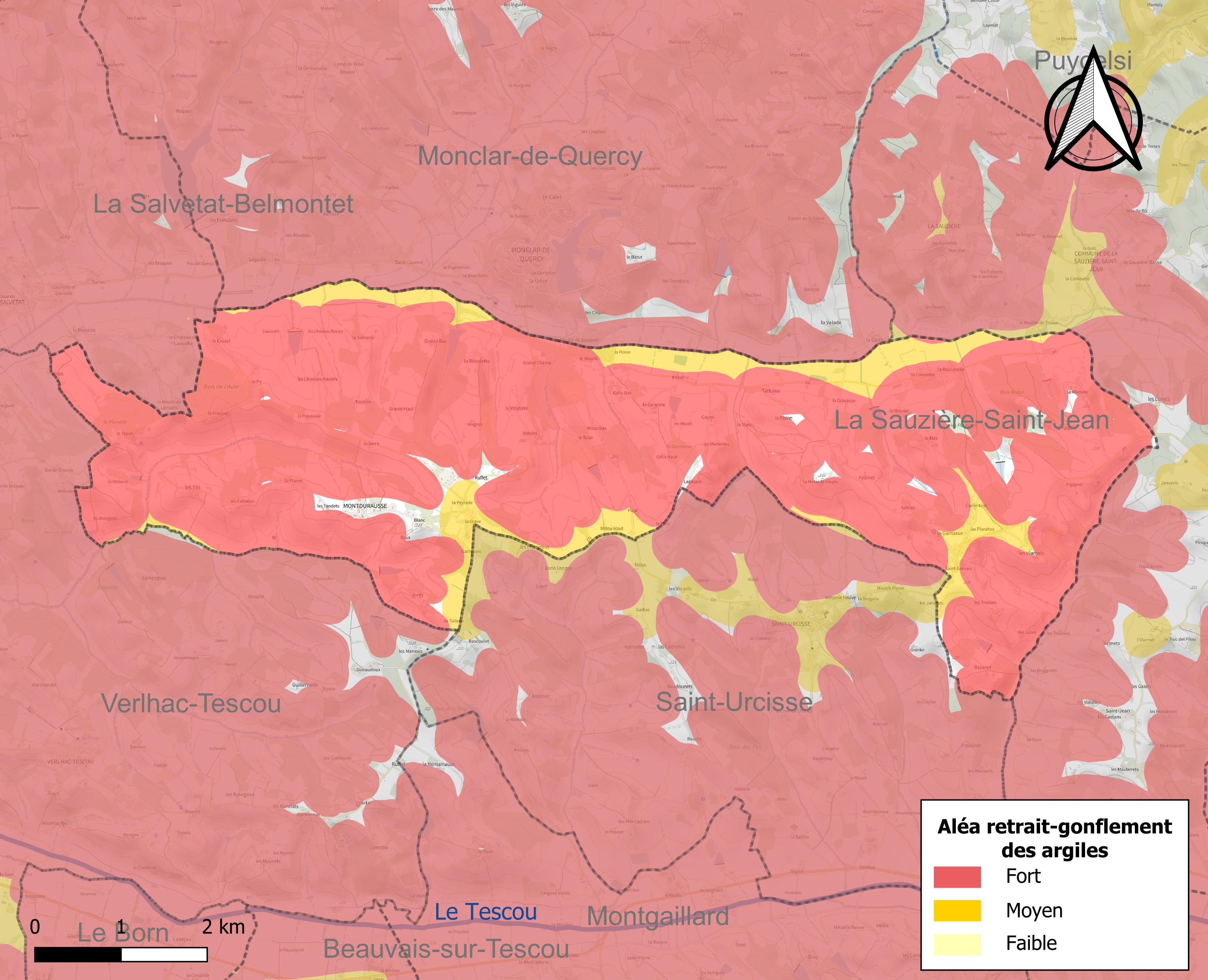
Carte des zones d'aléa retrait-gonflement des sols argileux de Montdurausse.

La commune est vulnérable au risque de mouvements de terrains constitué principalement du retrait-gonflement des sols argileux. Cet aléa est susceptible d'engendrer des dommages importants aux bâtiments en cas d’alternance de périodes de sécheresse et de pluie. 97,1 % de la superficie communale est en aléa moyen ou fort (76,3 % au niveau départemental et 48,5 % au niveau national). Sur les 179 bâtiments dénombrés sur la commune en 2019, 153 sont en aléa moyen ou fort, soit 85 %, à comparer aux 90 % au niveau départemental et 54 % au niveau national. Une cartographie de l'exposition du territoire national au retrait gonflement des sols argileux est disponible sur le site du BRGM,.
Par ailleurs, afin de mieux appréhender le risque d’affaissement de terrain, l'inventaire national des cavités souterraines permet de localiser celles situées sur la commune.

#### Risques technologiques
Le risque de transport de matières dangereuses sur la commune est lié à sa traversée par des infrastructures routières ou ferroviaires importantes ou la présence d'une canalisation de transport d'hydrocarbures. Un accident se produisant sur de telles infrastructures est susceptible d’avoir des effets graves sur les biens, les personnes ou l'environnement, selon la nature du matériau transporté. Des dispositions d’urbanisme peuvent être préconisées en conséquence.

## Histoire
La commune était une dépendance de Monclar-de-Quercy, une châtellenie que le comte de Toulouse avait donné à son frère Bertrand en 1224. Guillaume de Montclar accorda des coutumes écrites aux habitants de sa châtellenie et donc à Montdurausse en 1264 ou 1267, acte établi à Toulouse dans l'église Notre-Dame du Taur, le 6 août 1267, et qui furent confirmées par Olivier et Arnaud de Montclar en 1398.
Au XIVe siècle, cette ville, tout comme Montclar, était administrée par des consuls qui, en 1672, reconnurent Louis d'Arpajon, vicomte de Montclar, pour leur seigneur justicier. Plus tard, des terres de Montdurausse furent vendues par Catherine d'Arpajon à Gaspard Legendre, revendue en 1752 à Pierre de Lacombe, marquis de Monteil, dont le fils les céda en 1752 aux frères de Boyer, seigneurs de Saint-Urcisse.

### Héraldique
| Montdurausse | Son blasonnement est : Taillé émanché de gueules et d'argent. |

## Politique et administration

### Rattachements administratifs et électoraux
Commune faisant partie de la communauté de communes Vère-Grésigne - Pays Salvagnacois et du canton de Vignobles et Bastides (avant le redécoupage départemental de 2014, Montdurausse faisait partie de l'ex-canton de Salvagnac). Montdurausse faisait aussi partie de la communauté de communes du Pays Salvagnacois jusqu'en 2014.

### Liste des maires
| Période                                  | Période   | Identité          | Étiquette | Qualité     |
| ---------------------------------------- | --------- | ----------------- | --------- | ----------- |
| mars 2001                                | juin 2020 | Georges Paulin    |           |             |
| juin 2020                                | En cours  | Michel Malgouyres | SE        | Agriculteur |
| Les données manquantes sont à compléter. |           |                   |           |             |

## Population et société

### Démographie
| 1793 | 1800 | 1806 | 1821 | 1831 | 1836 | 1841 | 1846 | 1851 |
| ---- | ---- | ---- | ---- | ---- | ---- | ---- | ---- | ---- |
| 737  | 616  | 737  | 799  | 900  | 561  | 537  | 585  | 613  |

| 1856 | 1861 | 1866 | 1872 | 1876 | 1881 | 1886 | 1891 | 1896 |
| ---- | ---- | ---- | ---- | ---- | ---- | ---- | ---- | ---- |
| 612  | 570  | 572  | 558  | 541  | 515  | 488  | 466  | 447  |

| 1901 | 1906 | 1911 | 1921 | 1926 | 1931 | 1936 | 1946 | 1954 |
| ---- | ---- | ---- | ---- | ---- | ---- | ---- | ---- | ---- |
| 426  | 411  | 414  | 317  | 317  | 327  | 307  | 276  | 278  |

| 1962 | 1968 | 1975 | 1982 | 1990 | 1999 | 2006 | 2011 | 2016 |
| ---- | ---- | ---- | ---- | ---- | ---- | ---- | ---- | ---- |
| 260  | 251  | 217  | 265  | 218  | 246  | 299  | 329  | 419  |

| 2021 | 2022 | - | - | - | - | - | - | - |
| ---- | ---- | - | - | - | - | - | - | - |
| 410  | 394  | - | - | - | - | - | - | - |

### Enseignement
Montdurausse fait partie de l'académie de Toulouse.

### Culture et festivité
Fête locale organisée le dernier week-end du mois de juillet.

## Économie

### Revenus
En 2018, la commune compte 153 ménages fiscaux, regroupant 385 personnes. La médiane du revenu disponible par unité de consommation est de 19 670 € (20 400 € dans le département).

### Emploi
|                | 2008  | 2013  | 2018   |
| -------------- | ----- | ----- | ------ |
| Commune        | 9,8 % | 7,8 % | 11,1 % |
| Département    | 8,2 % | 9,9 % | 10 %   |
| France entière | 8,3 % | 10 %  | 10 %   |

En 2018, la population âgée de 15 à 64 ans s'élève à 254 personnes, parmi lesquelles on compte 74,6 % d'actifs (63,5 % ayant un emploi et 11,1 % de chômeurs) et 25,4 % d'inactifs,. Depuis 2008, le taux de chômage communal (au sens du recensement) des 15-64 ans est supérieur à celui de la France et du département.
La commune est hors attraction des villes,. Elle compte 43 emplois en 2018, contre 45 en 2013 et 44 en 2008. Le nombre d'actifs ayant un emploi résidant dans la commune est de 164, soit un indicateur de concentration d'emploi de 26,4 % et un taux d'activité parmi les 15 ans ou plus de 58,4 %.
Sur ces 164 actifs de 15 ans ou plus ayant un emploi, 30 travaillent dans la commune, soit 19 % des habitants. Pour se rendre au travail, 86 % des habitants utilisent un véhicule personnel ou de fonction à quatre roues, 2,5 % les transports en commun, 4,4 % s'y rendent en deux-roues, à vélo ou à pied et 7 % n'ont pas besoin de transport (travail au domicile).

### Activités hors agriculture
25 établissements sont implantés  à Montdurausse au 31 décembre 2019.
Le secteur du commerce de gros et de détail, des transports, de l'hébergement et de la restauration est prépondérant sur la commune puisqu'il représente 24 % du nombre total d'établissements de la commune (6 sur les 25 entreprises implantées  à Montdurausse), contre 26,7 % au niveau départemental.

### Agriculture
La commune est dans les « Coteaux Molassiques », une petite région agricole située dans l'ouest du département du Tarn. Au milieu des plaines alluviales, ces coteaux offrent une terre fertile riche en sable et argile. Les nombreux châtaigniers et chênes qui y poussent spontanément côtoient de vastes zones agricoles céréalières. En 2020, l'orientation technico-économique de l'agriculture  sur la commune est la polyculture et/ou le polyélevage. 
|               | 1988  | 2000 | 2010  | 2020  |
| ------------- | ----- | ---- | ----- | ----- |
| Exploitations | 35    | 23   | 20    | 22    |
| SAU (ha)      | 1 167 | 957  | 1 233 | 1 294 |

Le nombre d'exploitations agricoles en activité et ayant leur siège dans la commune est passé de 35 lors du recensement agricole de 1988  à 23 en 2000 puis à 20 en 2010 et enfin à 22 en 2020, soit une baisse de 37 % en 32 ans. Le même mouvement est observé à l'échelle du département qui a perdu pendant cette période 58 % de ses exploitations,. La surface agricole utilisée sur la commune a quant à elle augmenté, passant de 1 167 ha en 1988 à 1 294 ha en 2020. Parallèlement la surface agricole utilisée moyenne par exploitation a augmenté, passant de 33 à 59 ha.

## Culture locale et patrimoine

### Lieux et monuments
- Église Saint-Hilaire de Montdurausse ;
- Château de Las Bordes.

À proximité de l'église Saint-Hilaire construite peu avant 1865, l’ancien presbytère a été restauré. La paroisse qui fait partie du diocèse de Montauban, était annexe de La Vinouse, et la cure était associée en 1790 à une chapellenie à Puylaroque.

### Personnalités
Dans les années 1990, l'actrice américaine oscarisée Louise Fletcher a acquis une ferme centenaire au lieu-dit "La Plaine". Elle y résidait six mois par an, principalement l'été. Elle y meurt le 23 septembre 2022.

## Pour approfondir